# Listă de comitate din statul Maine
Această pagină este o listă a celor 16 de comitatedin statul Maine.

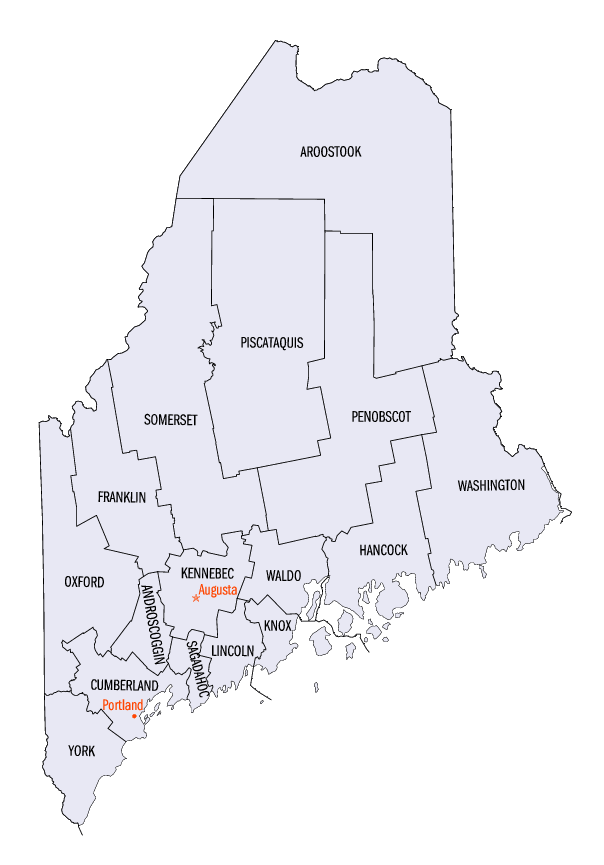
Harta comitatelor statului Maine.

| Comitatul    | Populația 1 iulie 2007 | Sediul         | Populația 1 iulie 2007 |
| ------------ | ---------------------- | -------------- | ---------------------- |
| Androscoggin | 106.815                | Auburn         | 23.203                 |
| Aroostook    | 72.047                 | Houlton        | 5140                   |
| Cumberland   | 275.374                | Portland       | 62.825                 |
| Franklin     | 29.927                 | Farmington     | 4159                   |
| Hancock      | 53.278                 | Ellsworth      | 7070                   |
| Kennebec     | 120.839                | Augusta        | 18.367                 |
| Knox         | 40.781                 | Rockland       | 7480                   |
| Lincoln      | 34.800                 | Wiscasset      | 1242                   |
| Oxford       | 56.734                 | Paris          | 4969                   |
| Penobscot    | 148.784                | Bangor         | 31.853                 |
| Piscataquis  | 17.180                 | Dover-Foxcroft | 2582                   |
| Sagadahoc    | 36.387                 | Bath           | 8959                   |
| Somerset     | 51.658                 | Skowhegan      | 6796                   |
| Waldo        | 38.511                 | Belfast        | 6754                   |
| Washington   | 32.751                 | Machias        | 1329                   |
| York         | 201.341                | Alfred         | 2848                   |